# نظرية المقومات الثلاث للتدرج الطبقي
نظرية المقومات الثلاث للتدرج الطبقي، التي تُعرف باسم التدرج الفيبري أو نظام الطبقات الثلاث، طورها عالم الاجتماع ماكس فيبر، واستند فيها إلى الطبقة والحالة والنفوذ أنماطًا مثاليةً متمايزةً. طوّر فيبر منهجًا متعدد الأبعاد للتدرج الاجتماعي يعكس التفاعل بين الثروة والهيبة والنفوذ أو السلطة.
جادل فيبر بأن السلطة قد تتخذ مجموعة متنوعة من الأشكال. قد تظهر سلطة الشخص ضمن النظام الاجتماعي من خلال حالته أو مكانته، وضمن النظام الاقتصادي من خلال طبقته، وفي النظام السياسي من خلال حزبه. ومن ثم فإن الطبقة والحالة والحزب كل منها يمثل جانبًا من جوانب توزيع السلطة داخل المجتمع. 
لا ينحصر تأثير الطبقة والحالة والنفوذ ضمن المجالات الشخصية فقط، بل يمتد إلى مجالات أخرى.
- الثروة: تشمل الممتلكات مثل المباني، والأراضي، والمزارع، والمنازل، والمصانع، بالإضافة إلى الأصول الأخرى؛ الوضع الاقتصادي.
- الهيبة: الاحترام الذي يحظى به الشخص أو حالته من قِبل الآخرين؛ وضع الحالة.
- النفوذ: قدرة الأشخاص أو الجماعات على تحقيق أهدافهم رغم معارضة الآخرين؛ الأحزاب.

وفقًا لفيبر، هناك بعدان أساسيان للسلطة: امتلاك السلطة وممارسة السلطة.
كُتب هذا المقال قبل الحرب العالمية الأولى بفترة قصيرة ونُشر بعد وفاة فيبر في عام 1922 باعتباره جزءًا من كتابه الاقتصاد والمجتمع. تُرجم إلى اللغة الإنجليزية في أربعينيات القرن العشرين تحت عنوان «الطبقة، الحالة، الحزب»، وأُعيدت ترجمته بعنوان «توزيع السلطة ضمن المجتمع: الطبقات، الحالات، الأحزاب».

## امتلاك السلطة
وفقًا لفيبر، فإن القدرة على امتلاك السلطة مستمدة من قدرة الفرد على التحكم في «الموارد الاجتماعية» المختلفة. «تعطي صيغة التوزيع للمالكين احتكارًا لإمكانية نقل الملكية من مجال استخدامها «ثروةً» إلى مجال «رأس المال»، أي أنها تمنحهم وظيفة ريادية وجميع الفرص للمشاركة المباشرة أو غير المباشرة في عوائد رأس المال» (لمرت 2004:116). قد تكون هذه الموارد أي شيء وكل شيء: قد تشمل الأرض، ورأس المال، والاحترام الاجتماعي، والقوة البدنية، والمعرفة الفكرية.

## ممارسة السلطة
تتخذ القدرة على ممارسة السلطة عددًا من الأشكال المختلفة، لكن جميعها تتضمن فكرة أنها تعني القدرة على الحصول على طريقتك الخاصة مع الآخرين، بغض النظر عن قدرتهم على مقاومتك. «على سبيل المثال، إذا فكرنا في فرص الفرد في تحقيق إرادته ضد شخص آخر، فمن المنطقي تصديق أن الاحترام الاجتماعي للشخص، ومكانته الطبقية، وعضويته في جماعة سياسية سيكون لها تأثير على هذه الفرص» (هرست 2006:202). في ما يتعلق بفهم العلاقة بين السلطة والتدرج الاجتماعي، صاغ فيبر نظرية للطرق المختلفة التي تنظم بها المجتمعات في نظم سلسلة المراتب للهيمنة والتبعية باستخدام العديد من المفاهيم الرئيسية.

### الطبقة والسلطة
«الطبقة، في جوهرها، هي مفهوم اقتصادي؛ إن وضع الأفراد في السوق هو ما يحدد وضعهم الطبقي. وإن الطريقة التي يتخذ بها الفرد موقعه في السوق تؤثر مباشرةً على فرص حياته» (هرست 2007: 203). وضع فيبر هذه النظرية على أساس «عدم المساواة في الوصول إلى الموارد المادية». على سبيل المثال، إذا كان لدى شخص ما شيء تريده أو تحتاج إليه، فهذا يجعله أقوى منك. إنه في وضع مهيمن وأنت في موقع تبعي لأنه يتحكم بالوصول إلى مورد اجتماعي مرغوب. المثال الكلاسيكي على ذلك هو العلاقة بين صاحب العمل والموظف.